# 真宗大谷派新井別院
真宗大谷派新井別院（しんしゅうおおたにはあらいべついん）は、新潟県妙高市にある真宗大谷派の寺院。

## 歴史
1685年（貞享2年）、一如によって開山された。一如は東本願寺第16代法主であり、東本願寺の掛所（出張所）として設けられ、上越地域の所属寺院の管理に当たった。
1876年（明治9年）、「新井別院」に改称された。1878年（明治11年）、明治天皇の行幸の際に、関山神社の旧別当寺で廃寺となった宝蔵院の庫裏を移築し、行在所とした。
毎年11月1日から4日まで執り行われる当院の報恩講は「おたや」の名で知られている。

## 文化財
- 新井別院大イチョウ（妙高市指定天然記念物 平成5年11月8日指定）[3]

## 交通アクセス
- 新井駅より徒歩10分。